# Jacobus Scharpff
Jacobus Gerardus Scharpff (lettisch Jakobs Gerards Šarfs; *  29. Dezember 1902 in Haarlem; † unbekannt) war ein niederländischer Fußballspieler. Der Stürmer wurde 1923 mit dem SV Kaiserwald Riga Meister und 1927 als Spieler von LSB Riga Torschützenkönig in Lettland.

## Karriere und Leben
Jacobus Scharpff wurde im Jahr 1902 in Haarlem als Sohn von Karl August Scharpff und seiner Frau Geertruida (geb. van Willigenburg) geboren. Scharpff arbeitete als Handwerker und kam Anfang der 1920er Jahre nach Riga. Er wohnte einige Zeit zusammen mit Henri Peltenburg (lettisch: Henrijs Peltenburgs) der ebenfalls niederländischer Staatsbürger war, und beim SV Kaiserwald Riga spielte. Scharpff gewann mit dem von deutschbaltischen Bewohnern der Stadt gegründeten Verein 1923 die Lettische Meisterschaft. Nach drei Spielzeiten bei Kaiserwald Riga war Scharpff 1926 bei JKS Riga aktiv. In der Saison 1927 spielte Scharpff mit dem LSB Riga in der ersten Austragung der Virslīga, als höchste lettische Spielklasse. Scharpff wurde mit sieben erzielten Treffern erster Torschützenkönig der Liga. 1928 absolvierte Scharpff eine Saison beim Zweitligisten Riga Vanderers.

## Weblink
- Lebenslauf bei kazhe.lv (lettisch)

| Personendaten    | Personendaten                                   |
| ---------------- | ----------------------------------------------- |
| NAME             | Scharpff, Jacobus                               |
| ALTERNATIVNAMEN  | Scharpff, Jacobus Gerardus (vollständiger Name) |
| KURZBESCHREIBUNG | niederländischer Fußballspieler                 |
| GEBURTSDATUM     | 29. Dezember 1902                               |
| GEBURTSORT       | Haarlem, Niederlande                            |
| STERBEDATUM      | 20. Jahrhundert oder 21. Jahrhundert            |